# Хиројуки Такеи
Хиројуки Такеи (транслит. ; Јомогита, 15. мај 1972) је јапански манга уметник, најпознатији по наслову Краљ шамана (енгл. Shaman King).

## Каријера
Хиројуки Такеи је започео своју цртачку каријеру радећи са писцем EXIAD на фан антологији SD Département Store Series (ＳＤ百貨店シリーズ, SD Hyakkaten Series). Почетком каријере, 1992. године, радио је као асистент на манги The Form of Happiness (しあわせのかたち, Shiawase no Katachi), аутора Тамакичија Сакуре, који му је дао надимак г. Корњача (カメさん, Kame-san). Исте и наредне године је радио за Коџија Киријаму, на манги Ninku (忍空). Тада је такође послао оne-shot (једнократну причу) Dragdoll Group на процену за награду Тезука, али му је рад одбијен. Искупио се 1994. године када је послао рад Anna the Itako и освојио почасну награду на 48. такмичењу за награду Тезука. Касније је, заједно са Еичиром Одом (One Piece) радио као асистент за Нобухироа Вацукија, на његовој познатој манги Rurouni Kenshin.
Такеи је на лето и зиму 1996. године објавио кратке приче Death Zero и Butsu Zone у часопису Weekly Shōnen Jump. Butsu Zone је касније прерађен у мангу и серијализован у истом часопису од марта до августа 1997. године. Његова најдужа манга, Краљ шамана, почела је са серијализацијом 1998. године. Нагло је прекинута 2004. године (али је касније довршена). Три године касније, почео је да објављује мангу Jumbor Barutronica. Радња је пратила погинулог грађевинца чија је свест пренета у робота. Овај наслов је имао само један том.
Четвртог марта 2008. године, издавачка кућа Shueisha (која поседује Weekly Shōnen Jump) објавила је да ће Такеи радити заједно са Стеном Лијем на стрипу Karakuri Dôji Ultimo. Овај пројекат је објављен 18. априла 2008. године у тада новонасталом часопису Jump SQ.II (Jump Square Second). Од 2010. почео је да ради и на манги Jumbor, аутора Хиромасе Микамија (御上 裕真, Mikami Hiromasa).

## Инспирације
Такеи је рекао да су му манге JoJo's Bizarre Adventure и Baoh, аутора Хирохикоа Аракија биле омиљене када је био млађи. У интервјуу за Shonen Jump рекао је и да су му Taiyo Kosoku (аутора Бару), Blade of the Immortal (Хироаки Самура) и Hellboy (Мајк Мигнола) такође омиљени. Изјавио је такође да су му амерички стрипови, мека аниме и Осаму Тезука велике инспирације.

## Дела

### Серијализације
| Од   | До   | Енглески наслов | Часопис                  | Количина (томови)    | Додатне информације                       |
| ---- | ---- | --------------- | ------------------------ | -------------------- | ----------------------------------------- |
| 1997 | 1997 |                 |                          | 3 , 2                |                                           |
| 1998 | 2004 |                 |                          | 32 tankōbon, 27 kanzenban, 35 е-књиге | Последње издање је објављено 2009. године |
| 2007 | 2007 |                 |                          | 1 , 2                |                                           |
| 2009 | 2015 |                 | (2009—2011), (2012—2015) | 12                   | Стен Ли (концепт)                         |
| 2010 | —    |                 |                          | 8 (до сада)          | Хиромаса Миками (писац)                   |
| 2012 | 2014 |                 |                          | 6                    |                                           |
| 2015 | 2021 |                 |                          | 4                    | дела , аутора Зауруса Токуде              |
| 2015 | 2018 |                 |                          | 5                    |                                           |
| 2018 | 2024 |                 |                          | 10                   |                                           |

### Кратке приче (one-shot)
| Година | Енглески наслов | Часопис       | Додатне информације                                | Увршћено у     |
| ------ | --------------- | ------------- | -------------------------------------------------- | -------------- |
| 1994   |                 |               | Почасна награда на 48. такмичењу за награду Тезука | , 3. том       |
| 1996   |                 | зимско издање |                                                    | , 2. том       |
| 1996   |                 | летње издање  |                                                    | , 1. том       |
| 2003   |                 | бр. 40        |                                                    | Shaman King, 27. том      |
| 2009   |                 |               | Стен Ли (концепт)                                  | Karakuri Dôji Ultimo, 12. том      |
| 2009   |                 | бр. 11        | Хиромаса Миками (писац)                            | издање, 1. том |
| 2010   |                 | бр. 3         | Хиромаса Миками (писац)                            | издање, 2. том |
| 2011   |                 | зимско издање | Кредитован под именом ХИРО                         |                |
| 2011   |                 | летње издање  | Кредитован под именом ХИРО                         |                |
| 2012   |                 |               |                                                    | , 2. том       |

###Shaman king специјали
| Година | Енглески наслов | Часопис                      | Увршћено у                   |
| ------ | --------------- | ---------------------------- | ---------------------------- |
| 1999   |                 | летње издање                 | , 5. том                     |
| 2000   |                 | зимско издање                | , 7. том                     |
| 2000   |                 | пролећно издање              | , 9. том                     |
| 2000   |                 | летње издање                 | Shaman King, 10. том                    |
| 2001   |                 | зимско издање                | Shaman King, 13. том                    |
| 2001   |                 | пролећно издање              | Shaman King, 14. том                    |
| 2001   |                 | зимско издање                | Shaman King, 29. том                    |
| 2002   |                 | пролећно/летње издање        | Shaman King, 30. том                    |
| 2003   |                 | зимско издање                | Shaman King, 31. том                    |
| 2003   |                 | пролећно издање              | , 32. том ( издање: 22. том) |
| 2003   |                 | летње издање                 | , 32. том ( издање: 23. том) |
| 2004   |                 | Akamaru Jump зимско издање   | , 32. том ( издање: 24. том) |
| 2004   |                 | Akamaru Jump пролећно издање | , 32. том ( издање: 25. том) |
| 2004   |                 | летње издање                 | , 32. том ( издање: 26. том) |
| 2004   |                 | број #18                     | , издање: 25. том            |
| 2011   |                 | број #5                      | , 1. том                     |
| 2012   |                 | број #6                      | , 1. том                     |
| 2012   |                 | број #7                      | , 1. том                     |
| 2012   |                 | број #8                      | , 1. том                     |
| 2012   |                 | број #9                      | , 1. том                     |

### Фан антологије
- (百貨店シリーズ, SD Hyakkaten Series)
- (Самостално објављено и распродато на 73. Comiket-у)

### Необјављена дела
- (裁きの雷, Sabaki no ikazuchi) (Концепт/прича:EXIAD)
- (ドラグドール団, Doragudōru dan) (Одбијен рад за награду Тезука)

### Карактер дизајн
- Ана Кјојама из "Краља шамана" је маскота полицијске станице у префектури Аомори.[5]
- Такеи је био главни дизајнер у продукцији Smash Bomber (スマッシュボマー) манге и играчака, компаније Tomy. Његов асистент, Даиго Като, је био задужен за мангу. Наслов се објављивао у часопису Jump V 2006. године. Угашен је после три поглавља.
- Дизајнирао је лика у игрици  Phantasy Star Portable 2.[6]
- Био је карактер дизајнер за Garo: The Animation.
- Карактер дизајнер за аниме .[7]
- Карактер дизајнер за аниме .[8]

### Остало
- Илустратор за франшизу картица Cardfight!! Vanguard.